# Ampelisca pseudosarsi
Ampelisca pseudosarsi är en kräftdjursart. Ampelisca pseudosarsi ingår i släktet Ampelisca och familjen Ampeliscidae. Inga underarter finns listade i Catalogue of Life.